# Alousboue Assahafi
Alousboue Assahafi (en arabe : الأسبوع الصحفي), littéralement L’Hebdomadaire Journalistique, est un hebdomadaire marocain fondé en 1965 par Mustapha Alaoui  (1936–2019), un journaliste alors considéré comme le doyen de la presse marocaine. Il s'agit d’un des plus anciens journaux d’information du Maroc indépendant, et se présente comme le « numéro 1 au Maroc depuis 1965 ».

## Histoire

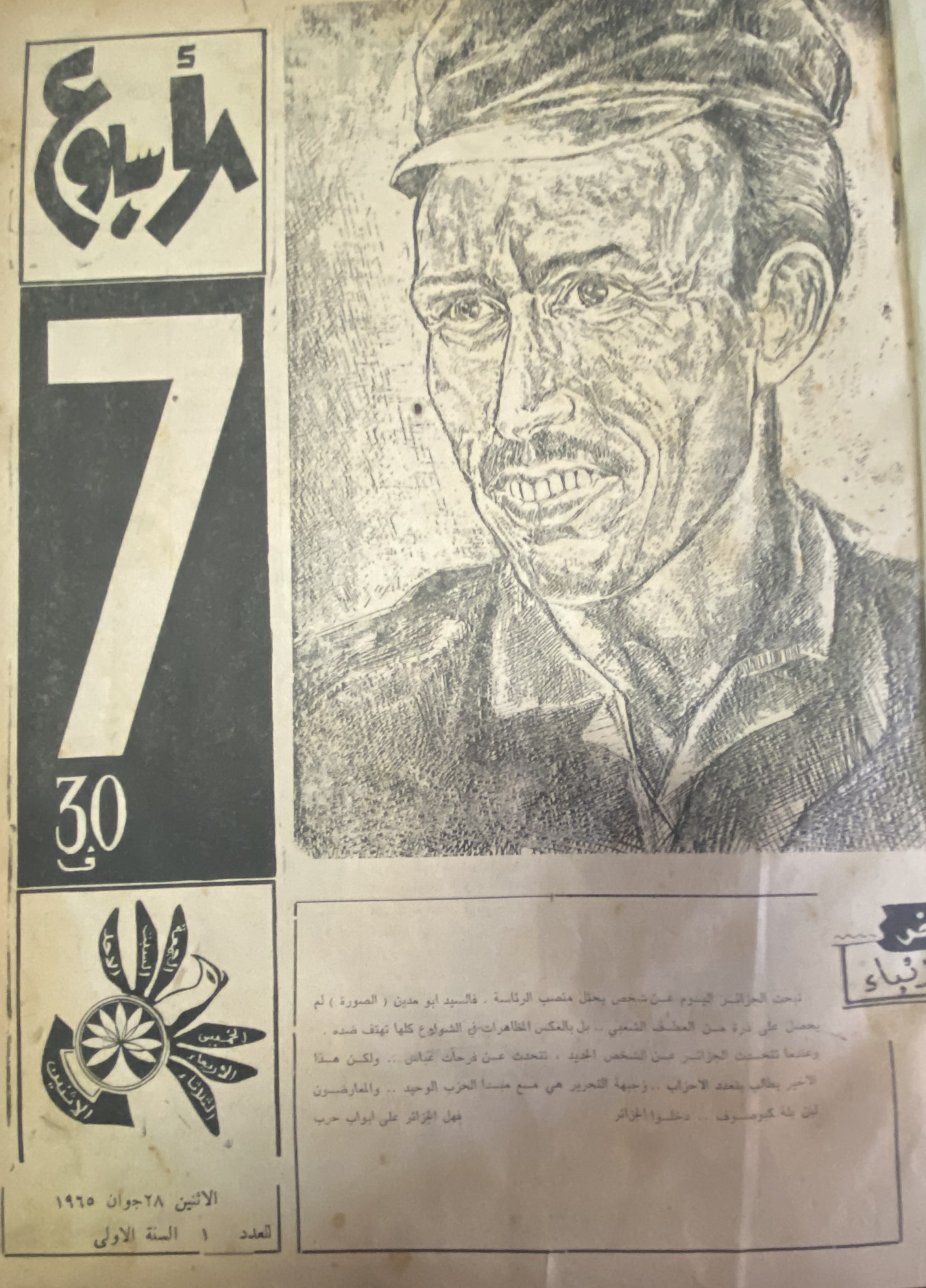
La couverture du premier numéro de Alousboue Assahafi (1965)

Alousboue Assahafi est créé à Rabat alors que le Maroc vit un contexte politique et social tendu (disparition de Mehdi Ben Barka à Paris, émeutes sociales à Casablanca, instauration d'un état d'exception...). Son fondateur Mustapha Alaoui imprime l'esprit du journal par un style incisif. Il milite pour la liberté d’expression et signe notamment une chronique hebdomadaire Al Haqiqa Addaiâa (La vérité perdue) qui contribue à sa notoriété et à celle du journal.

## Ligne éditoriale
Le journal est une publication généraliste qui couvre une large gamme de sujets, allant de la politique nationale et régionale à l’économie, la culture, le sport et les faits divers. Il fournit des analyses politiques, des enquêtes, des décryptages et signe des éditoriaux souvent engagés sur le plan politique. Sa ligne éditoriale se veut indépendante, même si certains observateurs notent un rapprochement avec certaines sensibilités politiques.
Après le décès de Mustapha Alaoui en décembre 2019, la direction du journal a été reprise par son fils Tayeb Alaoui, qui entend poursuivre la publication dans le même esprit. 

## Format et diffusion
Alousboue Assahafi est publié en format papier chaque semaine, et dispose également d’une version numérique accessible via son site officiel. Il est édité par le groupe Dounia Presse, basé à Rabat.
Le titre est également présent sur les réseaux sociaux. Il publie notamment sur Facebook, YouTube, Pinterest et LinkedIn.

## Influence et réception
L’hebdomadaire est réputé pour publier des informations exclusives dans le cadre d'affaires politiques sensibles. 
En juin 1993, la Bank Al Maghrib entame des poursuites judiciaires contre le journal et son directeur pour la publication d’une information relative à la circulation de faux billets de banque.
Le 19 novembre 1996, Alousboue Assahafi perd son autorisation de publier,,, sur ordre de Abdellatif Filali, Premier Ministre marocain. Le SNPM, syndicat national de la presse marocaine, engage des procédures judiciaires afin que soit révisée cette décision. La démarche est soutenue par un groupe de journalistes français alors que Reporters sans frontières envoie un courrier de protestation aux autorités marocaines. Le journal retrouve son autorisation en février 1998 avec le gouvernement d’alternance de Abderrahman el-Youssoufi.
Le 5 juin 2003, Alousboue Assahafi publie dans ses pages la lettre d'une organisation revendiquant les attentats du 16 mai 2003,,. Mustapha Alaoui est arrêté par la police, accusé d'avoir publié la lettre sans en avertir la justice, ce qui contrevient à une nouvelle loi anti-terroriste. Il est incarcéré quelques jours à la prison civile de Salé.
En 2007, Alousboue Assahafi a été condamné pour diffusion de fausses nouvelles. 
Le journal a également été critiqué pour son ton sensationnaliste. Il reste toutefois un titre de référence de la presse marocaine. Le journal s'efforce aujourd'hui, dans sa ligne éditorial et dans le ton employé, de préserver l’héritage de Mustapha Alaoui.